# Tricoma bergensis
Tricoma bergensis is een rondwormensoort uit de familie van de Desmoscolecidae. De wetenschappelijke naam van de soort is voor het eerst geldig gepubliceerd in 1907 door Schepotieff.